# Gascones
Gascones là một đô thị trong Cộng đồng Madrid, Tây Ban Nha. Đô thị Torrejón de Velasco có diện tích 20,04 km², dân số theo điều tra năm 2010 của Viện thống kê quốc gia Tây Ban Nha là 163 người. Đô thị Torrejón de Velasco nằm ở khu vực có độ cao 1045 mét trên mực nước biển.

## Biến động dân số
| 1991 | 1996 | 2001 | 2004 | 2008 |
| ---- | ---- | ---- | ---- | ---- |
| 107  | 102  | 114  | 158  | 145  |